# Anna-Paula Kruse
Anna-Paula Kruse (geb. Fandrei, * 1932; † 2021 in Wunstorf-Großenheidorn) war eine deutsche Ministerialrätin und Pflegehistorikerin.

## Leben und Wirken
Anna-Paula Kruse absolvierte eine Ausbildung zur Krankenschwester. Ein anschließendes Studium an der Pädagogischen Hochschule Hannover schloss sie als Diplom-Pädagogin ab und legte dort 1978 in einer von H. Ruprecht betreuten Diplomarbeit den Grundstein für ihre pflegehistorische und berufspolitische Arbeit, indem sie die rechtliche Stellung der Krankenpflegeausbildung im System der beruflichen Bildung untersuchte. Die Ergebnisse wurden in einer vierteiligen Artikelserie in der Deutschen Krankenpflegezeitschrift publiziert. Ihre Dissertation zur Dr. phil. erfolgte 1983 an der Universität Osnabrück zum Thema Krankenpflegeausbildung seit der Mitte des 19. Jahrhunderts. Neben verschiedenen Aufsätzen publizierte Kruse 2008 eine Studie, in der sie die Lebens- und Arbeitsbedingungen von Krankenschwestern in den Nachkriegszeit rekonstruierte.
Kruse war von 1987 bis ca. 1995 Ministerialrätin in der Abteilung Gesundheit im Niedersächsischen Sozialministerium und dort zuständig für die Fachberufe im Gesundheitswesen. Während dieser Tätigkeit förderte und unterstützte sie zahlreiche Ideen und Vorhaben des Hebammenverbands Niedersachsen. Dazu gehörte die Fortbildung über die freiberufliche Hebammentätigkeit im Kirchröder Turm, das Hebammen-Projekt zur Gesundheitsförderung von Schwangeren, Wöchnerinnen und Neugeborenen im Landkreis Emsland und das nachfolgende Hebammen-Projekt zur Suchtberatung für Frauen mit dem Schwerpunkt Schwangere und Mütter mit kleinen Kindern in Niedersachsen.
Nach Eintritt in den Ruhestand wurde Kruse von 1998 bis 2000 unter der Schirmherrschaft der Robert Bosch Stiftung gemeinsam mit neun weiteren Experten, darunter Christel Bienstein, Frank Weidner und Angelika Zegelin, eingeladen, in einer „Zukunftswerkstatt zur Verbesserung der Pflegeausbildung“ ein neues Ausbildungskonzept für die Pflegeberufe zu erarbeiten. Diese Zukunftswerkstatt wurde von Kruse geleitet. Mit den 2000 publizierten Ergebnissen Pflege neu denken wurde eine Diskussionsgrundlage für das 2017 verabschiedete Pflegeberufegesetz gelegt. Die Ergebnisse wurden in der Pflegewissenschaft und Pflegepädagogik breit diskutiert und wurden in der allgemeinen Fachöffentlichkeit bekannt.
Kruse engagierte sich zudem ehrenamtlich. So war sie von 1983 bis 1985 für den Landesverband der Clubs berufstätiger Frauen als Vorsitzende im Landesfrauenrat Niedersachsen, für den sie von 1984 bis 1989 als Mitglied der Versammlung des Niedersächsischen Landesfunkausschusses und der Niedersächsischen Landesmedienanstalt tätig war.
Des Weiteren engagierte sie sich 26 Jahre im Vorstand des Freundeskreises der Schule Schlaffhorst-Andersen, davon auch mehrere Jahre als Vorsitzende. Dort hat sie nach der Integration der Schule in das Christliche Jugenddorfwerk (CJW) unter anderem eine Weiterbildung für die Lehrkräfte der Schule ins Leben gerufen, die sich großer Beliebtheit erfreute. Sie habe seit der Integration der Schule in das CJW in den 1980er Jahren an allen Kuratoriumssitzungen des CJW teilgenommen und verfügte damit über eine breite Expertise der historischen Entwicklung der Schule Schlaffhorst-Andersen.
Anna-Paula Kruse starb 2021 im Alter von 89 Jahren. Ihr Nachlass wird im Archiv der Fliedner-Kulturstiftung Kaiserswerth (Düsseldorf) betreut.

## Veröffentlichungen
Bücher
- Krankenpflegeausbildung seit Mitte des 19. Jahrhunderts. 2., überarbeitete Auflage der ersten Auflage von 1987. Zugl. Dissertation. Kohlhammer, Stuttgart 1987, 2. überarb. Aufl. 1995, ISBN 978-3-17-013601-4.
- Der Anfang nach dem Ende. Krankenpflegealltag in den Nachkriegsjahren. ATE, Münster 2008, ISBN 978-3-89781-139-3.

Artikel (Auswahl)
- Das Selbstverständnis des Pflegeberufes – was kann die Ausbildung dazu beitragen. In: Deutsche Krankenpflegezeitschrift, 33(5), S. 268–272, 1980.
- Krankenpflege zwischen Tradition und Zukunft. In: Deutsche Krankenpflegezeitschrift, 38(1), 1985, S. 38–42.
- Die Notwendigkeit der fachlichen Qualifikation von Mitarbeitern der Sozialstation. Erfahrungen mit der staatlich anerkannten Fachweiterbildung für Gemeindekrankenpflege. In: Thomas Willmann (Hrsg.): Vom Modell zum Regelfall, der Weg der Sozialstationen. Fachkongreß der Katholischen Akademie und Heimvolkshochschule Ludwig-Windthorst-Haus in Zusammenarbeit mit dem Diakonischen Werk der Evangelisch-Lutherischen Landeskirche. Hamburger Arbeitsgemeinschaft für Fortbildung in der Altenhilfe, Hamburg 1988, S. 99–102, ISBN 3-926910-01-1.
- Die Stellung der Unterrichtsschwester/des Unterrichtspflegers im Gesundheitswesen. In: Deutsche Krankenpflegezeitschrift. Dokumentation, 41(9), S. 13–16, 1988.
- Zur Geschichte der Krankenpflegeausbildung. In: V. Geldmacher, KD Neander, KP Wallraven (Hrsg.): Beiträge zum 1. Goettinger Symposium "Didaktik und Pflege". Recom, Baunatal 1993, S. 2–15.
- Bildungssysteme in der Bundesrepublik Deutschland. In: Deutscher Berufsverband für Pflegeberufe (Hrsg.): Ausbildung in den Pflegeberufen. Dokumentation eines Expertengesprächs am 14. März 1997 in Eschborn. Eschborn: DBfK, Eschborn 1997, ISBN 3-927944-17-3, S. 7–16.
- Der phänomenologisch-deskriptive Zugang in der Pflegegeschichtsschreibung – dargestellt an Beispielen der Geschichte der Krankenpflege und Krankenpflegeausbildung. In: Karin Wittneben (Hrsg.): Forschungsansätze für das Berufsfeld Pflege. Beispiele aus Praxis, Management und Ausbildung. Thieme, Stuttgart/New York 1998, ISBN 3-13-111181-X, S. 255–278.
- Pflege neu denken. Zur Zukunft der Pflegeausbildung. In: Pr-InterNET für die Pflege, 3(2), S. 30–39, 2001.